# Paul Bunel
Pour les articles homonymes, voir Bunel.
Paul Bunel est un photographe français d'origine normande, né le 21 janvier 1882 à La Ferté-Fresnel et mort pour la France le 20 octobre 1918 à Vouziers.

## Biographie
Né le 21 janvier 1882 à La Ferté-Fresnel (Orne), Paul Bunel est le fils d'un couple de normand, son père s'occupe des jardins du Château de la Ferté Fresnel, sa mère est lingère au Château. 
Venu à Paris, il rencontre en 1903 Fernande Saget, étudiante en dessin aux Beaux-Arts de Paris, et l'épouse deux ans plus tard, le 8 mai 1905, à Bruxelles.
Le couple s'installe à Vimoutiers, et ouvre un atelier de photographies, cartes postales et dessins. Fernande Saget illustre elle-même quantités de cartes postales humoristiques 
Paul Bunel est mobilisé en août 1914, il a le grade de sergent. Durant le conflit, son épouse continue de faire fonctionner la boutique. 
Il meurt pour la France le 20 octobre 1918, sur le front des Ardennes, à Vouziers à l’âge de 36 ans.
Paul Bunel laisse un précieux témoignage photographique sur les habitants de sa région d'origine,,, et aussi sur Vimoutiers, village qui fut entièrement détruit au cours de la Seconde Guerre mondiale.